# Minister-president van de Duitstalige Gemeenschap
In de Oostkantons wordt de voorzitter van de regering van de Duitstalige Gemeenschap minister-president van de Duitstalige Gemeenschap genoemd. Deze functie bestaat sinds 1981.
De huidige minister-president van de Duitstalige Gemeenschap is Oliver Paasch (ProDG). Hij legde op 30 juni 2014 de eed af.

## Aanstelling
Aangezien er geen staatshoofd beschikbaar is op het niveau van de gemeenschappen en gewesten, is de gewoonte gegroeid dat de leider van de grootste partij na de verkiezingen het initiatief neemt om een regering te vormen. Wanneer hij erin slaagt een regering te vormen, stelt hij het regeerakkoord voor aan het Parlement van de Duitstalige Gemeenschap, dat vervolgens de ministers verkiest. Die ministers leggen vervolgens de eed af in handen van de parlementsvoorzitter.
De ministers duiden vervolgens een minister-president aan. Gewoonlijk is dit de formateur van die regering. Ook hij legt de eed af in het parlement, maar om in functie te zijn moet hij dit ook nog eens doen in handen van de Koning, als erkenning van het staatshoofd van de federatie.
De minister-president bepaalt zelf of hij naast zijn functie van regeringsleider ook een portefeuille zal beheren. De aanduiding en eedaflegging van de minister-president wordt vastgelegd in artikel 60, § 4 van de bijzondere wet tot hervorming der instellingen.

## Lijst
| Nr. | Naam | Naam                       | Partij | Partij | Begin mandaat    | Einde mandaat    | Regering(en) |
| --- | ---- | -------------------------- | ------ | ------ | ---------------- | ---------------- | ------------ |
| 1   |      | Bruno Fagnoul (1936-2023)  |        | PFF    | 30 januari 1984  | 11 november 1986 | I            |
| 2   |      | Joseph Maraite (1949)      |        | CSP    | 11 november 1986 | 6 juli 1999      | I, II, III   |
| 3   |      | Karl-Heinz Lambertz (1952) |        | SP     | 6 juli 1999      | 26 juni 2014     | I, II, III   |
| 4   |      | Oliver Paasch (1971)       |        | ProDG  | 26 juni 2014     | heden            | I, II        |

## Viceminister-president
Sinds de eedaflegging van de regering-Lambertz II, bestaat de functie van viceminister-president. Dit ambt wordt bekleed door de minister van de op een na grootste partij in de regering.

### Lijst
| Nr. | Naam | Naam                | Partij | Partij | Begin mandaat | Einde mandaat | Regering(en) |
| --- | ---- | ------------------- | ------ | ------ | ------------- | ------------- | ------------ |
| 1   |      | Bernd Gentges       |        | PFF    | 6 juli 2004   | 30 juni 2009  | Lambertz II  |
| 2   |      | Isabelle Weykmans   |        | PFF    | 26 juni 2014  | 17 juni 2019  | Paasch I     |
| 3   |      | Antonios Antoniadis |        | SP     | 17 juni 2019  | 1 juli 2024   | Paasch II    |
| 3   |      | Jérôme Franssen     |        | CSP    | 1 juli 2024   | heden         | Paasch III   |